# Liquide cérébrospinal
Pour les articles homonymes, voir LCR, CSF et LCS.
Le liquide cérébrospinal (LCS), ou liquide céphalo-rachidien (ou céphalorachidien) (LCR) en ancienne nomenclature, est un liquide biologique transparent dans lequel baignent le cerveau et la moelle spinale. Il est contenu dans les méninges, plus précisément entre la pie-mère (qui recouvre le système nerveux central) et l'arachnoïde (qui tapisse le versant interne de la dure-mère), c'est-à-dire dans l'espace sous-arachnoïdien. C'est également le liquide qui circule dans les quatre ventricules cérébraux, à l'intérieur du cerveau, dans le canal central de la moelle spinale puis au-delà du tube neural jusqu'au cul-de-sac dural.
Il est sécrété par les plexus choroïdes au niveau des ventricules latéraux, ventricule 3 et ventricule 4 dans les hémisphères cérébraux dérivant du tube neural encéphalique primitif.
Le liquide cérébrospinal absorbe et amortit les mouvements ou les chocs qui risqueraient d'endommager le cerveau. Il est également le liquide dans lequel sont évacuées les molécules et les « déchets » provenant du cerveau et joue également un rôle de protection immunologique. Sa composition est ainsi supposée refléter l'état physiopathologique du cerveau : inflammation, infection, présence de molécules pharmacologiques, etc.

## Production et résorption

IRM mettant en évidence la pulsation du liquide cérébrospinal.

Le liquide cérébrospinal est synthétisé au niveau des plexus choroïdes, structures très vascularisées qui pendent du toit des ventricules cérébraux. Le ventricule V4, par exemple, est formé par un voile médullaire supérieur et inférieur qui présente une toile choroïdienne inférieure où est sécrétée le LCS. La sécrétion du LCS par le ventricule V4 est très minoritaire, celle-ci se faisant surtout dans les ventricules latéraux du télencéphale.[réf. nécessaire]
Le LCS circule librement dans le système ventriculaire et les méninges, à travers un circuit continu et ne présente pas de poche isolée de liquide en stagnation, passant par les trous de Monro pour aller dans le 3e ventricule, traversant ensuite l'aqueduc de Sylvius pour arriver dans le 4e ventricule. De là, deux possibilités s'offrent à lui : soit il descend autour de la moelle spinale, soit il sort par l'ouverture médiane de Magendie et les trous de Luschka au niveau du toit du 4e ventricule pour passer dans l'espace sous-arachnoïdien.
Puis il est résorbé par le système veineux cérébral au niveau des villosités arachnoïdiennes.
Le canal épendymaire ne contient pas de LCR ou très peu de LCR car ce canal est au centre de la moelle, qui quant à elle baigne dans le LCR. Le canal épendymaire n'est pas au contact du LCR.

## Caractéristiques
Son volume chez l'humain adulte est d'environ 140 ± 30 ml. La production du LCS est de l'ordre de 400 à 500 ml/j,. Chaque jour, le LCS est renouvelé entre trois et quatre fois en moyenne, ou toutes les six à huit heures.
La pression normale du LCS (adulte normal allongé sur le côté) est de 5 à 15 cm d'eau, en tout cas inférieure à 20 cm d'eau. Elle oscille avec les pulsations cardiaques (amplitude de 2 cm) et les cycles respiratoires (amplitude de 4 cm). Elle augmente brusquement lors des efforts à glotte fermée (relation directe avec la pression veineuse centrale).
Si quelque chose (saignement, infection, tumeur, etc.) fait obstacle à son drainage, le LCS s'accumule dans les ventricules. Une pression supérieure à 20 cm d'eau témoigne d'une hypertension intracrânienne (HTIC). On appelle hydrocéphalie une dilatation des espaces ventriculaires ou sub-arachnoïdiens par hypertension du LCS qui les occupe normalement. Chez le nouveau-né (os du crâne non soudés liés par des fontanelles), l'hydrocéphalie provoque une augmentation du volume de la tête par extension, alors que chez l'adulte (os du crâne soudés en boite inextensible), le LCS provoque  des lésions cérébrales par compression.

### Composition moyenne
Le liquide cérébrospinal normal est constitué de :
- eau : 99 % ;
- protéines (protéinorachie) : 0,42 ± 0,05 g/l ;
- glucose (glycorachie) : 50 à 75 % de la glycémie ;
- ions (concentration molaire) :
  - Na+ (sodium) : 147 mmol/l,
  - K+ (potassium) : 2,9 mmol/l,
  - Ca2+ (calcium) : 1,1 mmol/l,
  - Cl− (chlore) : 113 mmol/l.

Le liquide cérébrospinal est électriquement neutre, la charge globale des ions (positive) compensant exactement celle des protéines (négative). Sa conductivité électrique est de 1,7 A/V (1,7 S), ce qui exprime également le mode d'action de la neurostimulation de la moelle spinale[pas clair].

## Rôles
Les rôles principaux du liquide cérébrospinal sont :
- une fonction mécanique : protection  du système nerveux central contre les chocs par amortissement des mouvements et allègement de 97 % de son poids[1] ;
- une fonction biologique : transport des hormones et nutriments[1], neurotransmetteurs, anticorps et lymphocytes. Cependant, le LCS contient peu de protéines, sucres et sels minéraux ;
- une fonction d'élimination : évacuation des déchets et des surplus de lymphe via le système glymphatique[5] ;
- une fonction physique qu'est l'isolement électrique de la moelle spinale.

## Prélèvement et diagnostic
Le prélèvement d'un peu de liquide cérébrospinal se fait, lors d'un acte médical appelé ponction lombaire, dans le bas du dos, entre les 4e et 5e vertèbres lombaires. Elle se réalise à ce niveau afin de ne pas percuter la moelle spinale se terminant plus haut. 
La ponction lombaire permet de diagnostiquer plusieurs pathologies neurologiques. Le prélèvement du LCS par ponction lombaire permet de confirmer la présence d'une méningite aiguë, d'une encéphalite ou encore d'une hémorragie méningée, quand celles-ci sont suspectées. L'analyse du LCS peut être microbiologique, cytologique (analyse des cellules) ou biochimique.

## Recherche
En 2022, une étude a déterminé qu’injecter du LCS provenant de souris jeunes dans le cerveau de souris âgées avait pour effet d’améliorer la mémoire et les capacités cognitives de celles-ci. L’injection de LCS jeune a eu pour effet de promouvoir la prolifération ainsi que la différenciation des précurseurs d’oligodendrocytes (OPC) de l’hippocampe, une structure essentielle pour la formation de la mémoire. La prolifération des oligodendrocytes est un phénomène observé durant la formation de mémoire.  Cette prolifération était accompagnée d’une augmentation de la myélinisation des axones environnants, un phénomène également constaté lors de la consolidation de la mémoire. L’injection de LCS de jeunes humains a présenté les mêmes effets que ceux observés avec l'injection de LCS de jeunes souris.
La protéine responsable de l’effet rajeunissant est la Fgf17, une protéine synthétisée dans le cerveau et dont la concentration dans le LCS humain décroit avec l’âge. Cette décroissance pourrait être liée avec l’apparition de maladies neurodégénératives. 